# Шини
Шини́ — коммуна в Валлонии, расположенная в провинции Люксембург, округ Виртон. Принадлежит Французскому языковому сообществу Бельгии. На площади 113,69 км² проживают 5013 человек (плотность населения — 44 чел./км²), из которых 50,31 % — мужчины и 49,69 % — женщины. Средний годовой доход на душу населения в 2003 году составлял 11 772 евро.
Почтовый код: 6810-6813. Телефонный код: 061.